# Lamathea
Lamathea, der Landesamateurtheaterpreis Baden-Württemberg, ist ein seit 2013 zweijährlich vergebener Landespreis für Amateurtheater in Baden-Württemberg. Ausgelobt wird der Preis vom Ministerium für Wissenschaft, Forschung und Kunst Baden-Württemberg. Organisator ist der Landesverband Amateurtheater Baden-Württemberg (LABW).

## Kategorien
Die teilnehmenden Theater müssen sich initiativ auf eine von sieben Sparten bewerben. Die Theaterkategorien sind: Innenraumtheater, Theater mit Kindern und Jugendlichen, Freilichttheater, Mundarttheater, Theater mit soziokulturellem Hintergrund und Puppen- und Figurentheater. Zudem wird ein undotierter Sonderpreis für Lebenswerk und bürgerschaftliches Engagement im Lande vergeben. Hierfür können Einzelpersonen oder Personengruppen/Institutionen/Unternehmen vorgeschlagen werden, die mit ihrem ehrenamtlichen Engagement im Dienste des Amateurtheaters Herausragendes geleistet haben.

## Dotierung
Der Preis ist mit insgesamt 12.000 €, je 2.000 € pro Kategorie, dotiert. Der Sonderpreis für Lebenswerk und bürgerschaftliches Engagement ist undotiert. Der Preis löst den 1978 gestifteten „Landespreis für baden-württembergische Volkstheaterstücke“ ab.

## Jurierung
Der Jury gehören Experten des Amateurtheaters sowie Vertreter der professionellen Theaterszene an. In jeder Theaterkategorie werden drei Produktionen nominiert, aus denen jeweils ein Preisträger gewählt wird. In der Kategorie Lebenswerk und bürgerschaftliches Engagement werden seit 2015 keine Nominierungen mehr vergeben.

## Die Preisstatue
Der Künstler Gerhart Kraner aus Donzdorf gestaltete zur ersten Verleihung die 25 cm hohe Bronzefigur, die den Preisträgern als Trophäe überreicht wird.

## Preisträgerfestival und Preisverleihung 2023
Das Preisträgerfestival für den sechsten Lamathea fand vom 3.–5. November 2023 in Pforzheim statt.
Die Verleihung des Lamathea 2023 fand am 5. November 2023 in Pforzheim in dem Kulturhaus Osterfeld statt. Aus 122 Bewerbungen wurden die sechs Preisträgergruppen, sowie die Preisträger für das Lebenswerk ausgewählt.

### Die Jury 2023
- Innenraumtheater: Dominik Eichhorn, Theaterpädagoge, Kulturvermittler; Mladenka Doitchinov, Spielleiterin
- Theater mit Kindern und Jugendlichen: Nadine Graf, Dramaturgin, Autorin, Regisseurin; Maria Winter, Theaterpädagogin
- Freilichttheater: Susanne Rechner, Regisseurin; Martin Rosenberg, Spieler; Kathrin Wannemacher, Lehrerin / Spielleitung
- Mundarttheater: Sabine Essinger, Kabarettistin / stellv. Vorsitzende; Heidi Ströbel, Regisseurin; Christian Burmeister-van Dülmen, Kaufmännische Leitung
- Theater mit soziokulturellem Hintergrund: Sabine Brandes, Geschäftsführerin; Alex Nieß, Schauspieler / Theaterpädagoge
- Puppen- und Figurentheater: Jörg Dreismann, Puppenspieler; Dieter Wiedenmann, Spieler
- Lebenswerk und bürgerschaftliches Engagement: Monika Bormann, Vizepräsidentin; Norbert Radermacher, Ehrenpräsident BDAT / Gründer und langjähriger Leiter; Rolf Wenhardt, Ehrenpräsident LABW (beratend, ohne Stimmrecht)

### Preisträger und Nominierte 2023
| Kategorie                                | Preisträger | Nominiert |
| ---------------------------------------- | --- | --- |
| Innenraumtheater                         | PH-Theatergruppe der Pädagogischen Hochschule Heidelberg mit „Sansibar oder der letzte Grund“, Regie: Nicholas Humphrey                       | Ensemble CL-20 e. V., Heidelberg mit „Nähe – no body is an Island“, Regie: Monica Goodwin, DramaLamaDingDong e. V., Ulm mit “Pink or blue – Go Human!”, Regie: Samuel Merold |
| Theater mit Kindern und Jugendlichen     | Junge Theaterakademie Offenburg mit „Richard und Rosa – Eine Liebe zu finsterer Zeit“, Regie: Paul Barone, Patrick Labiche, Stephanie Scherer | Musical-AG Theodor-Heuss-Gymnasiums in Kooperation mit dem Kultur im Osterfeld e. V., Pforzheim mit „The Addams Family – Eine neue Musical-Comedy“, Regie: Barbara Gerstenäcker, Stefanie Gutekunst, „Die Hühner“ – Oberstufenklasse Theater der Musik- und Kunstschule Bruchsal mit „Antigone – Grenzenlos unbeugsame Held*innen“, Regie: Beate Metz |
| Freilichttheater                         | Theater unter der Dauseck Oberriexingen mit „Ein Hut Ein Stock Ein Regenschirm“, Regie: Dagmar Brade                                          | Sommertheater Freudenstadt mit „Schwarzwaldgold“, Regie: Jürgen von Bülow, Naturtheater Renningen mit „Das Gespenst von Canterville“, Regie: Jürgen von Bülow |
| Mundarttheater                           | Zeitschleuse e. V., Ühlingen-Birkendorf mit „Zwischen den Welten 2022“, Regie: Corinna Vogt                                                   | Rems-Murr-Bühne Leutenbach e.V. mit „Außer Kontrolle“, Regie: Bernhard Linke |
| Theater mit soziokulturellem Hintergrund | Teatro international e. V., Ulm mit „endlich – Ein Spiel mit dem Tod in 8 Akten“, Regie: Claudia Schoeppl                                     | Performance Theater Heidelberg e. V. mit „Bunbury – Dafür seid ihr nicht Ernst genug“, Regie: Marc Zech |
| Puppen- und Figurentheater               | Marionettenbühne Mottenkäfig e. V., Pforzheim mit „Dracula – Tote leben länger“, Regie: Carsten Dittrich                                      | Puppentheater Kübel wie Eimer mit „Psychotheatrie“, Regie: Anna-Lena Kübel |
| Lebenswerk                               | Naturtheater Reutlingen e. V. | In der Kategorie Lebenswerk und bürgerschaftliches Engagement werden seit 2015 keine Nominierungen mehr vergeben. |

## Preisträgerfestival und Preisverleihung 2021
Das Preisträgerfestival für den fünften Lamathea wurde durch ein Salonfestival ersetzt, welches am 29. und 30. September 2021 in Form eines Livestreams stattfand.
Die Verleihung des Lamathea 2021 fand am 1. November 2021 in Pforzheim in dem Kulturhaus Osterfeld in Pforzheim statt. Aus 116 Bewerbungen wurden fünf Preisträgergruppen, sowie die Preisträger für das Lebenswerk ausgewählt.

### Die Jury 2021
- Innenraumtheater: Stefanie Beckmann, stellvertretende Vorsitzende, Schauspielerin, Regisseurin; Mladenka Doitchinov, Spielleiterin; Maria Winter, Theaterpädagogin
- Theater mit Kindern und Jugendlichen: Nadine Graf, Dramaturgin, Autorin, Regisseurin; Fatih Peker, Theaterpädagoge
- Freilichttheater: Susanne Rechner, Regisseurin; Martin Rosenberg, Spieler; Dominik Eichhorn, Theaterpädagoge / Bildungsreferent
- Mundarttheater: Sabine Essinger, Kabarettistin / stellv. Vorsitzende; Christian Burmeister-van Dülmen, Kaufmännische Leitung
- Theater mit soziokulturellem Hintergrund: Sabine Brandes, Geschäftsführerin; Alex Nieß, Schauspieler / Theaterpädagoge
- Puppen- und Figurentheater: Antonie Fröhlich, Regisseurin, Spielerin; Dieter Wiedenmann, Spieler
- Lebenswerk und bürgerschaftliches Engagement: Ingrid Merkel, langjährige Leiterin; Norbert Radermacher, Ehrenpräsident BDAT / Gründer und langjähriger Leiter

### Preisträger und Nominierte 2021
| Kategorie                                | Preisträger | Nominiert |
| ---------------------------------------- | --- | --- |
| Innenraumtheater                         | spiel-betrieb, Stuttgart mit „Genannt Gospodin“, Regie: Alexander Braun                                            | PH-Theatergruppe der Pädagogischen Hochschule Heidelberg mit „Krabat“, Regie: Nicholas Humphrey, Besigheimer Studiobühne e.V. mit „Ein ungleiches Paar“, Regie: Silas Körner, Helen Pirgl                                                                 |
| Theater mit Kindern und Jugendlichen     | Projektensemble Tanztheater der Kunstschule Böblingen mit „In between“, Regie: Tanja Treffler, Prisca Maier-Nieden | Junge Theaterakademie Offenburg mit „Robin Hood“, Regie: Paul Barone, Patrick Labiche, Stephanie Scherer, Onisha Wilsi, Oberstufen-Theater-AG Goldberg Gymnasium Sindelfingen mit „Meine Leichen, deine Leichen“, Regie: Ulrike Fritz und Tobias Walldorf |
| Freilichttheater                         | Naturtheater Hayingen e.V. mit „Der kleine Prinz“, Regie: Lucia Reichard                                           | Theater unter der Dauseck Oberriexingen mit „heimfinden“, Regie: Dagmar Brade, Eva Mann Naturtheater Reutlingen e.V. mit „Shrek – Das Musical“, Regie: Irfan Kars                                                                                         |
| Mundarttheater                           | Stettener Sommertheater mit „Stetten dem Himmel so nah“, Regie: Stefan Hallmayer                                   | Boulevardtheater Zungenschlag, Bötzingen mit „Zwei wie Bonnie und Clyde“, Regie: Holgert Geppert, Mirko Waldschmidt, Hilde Asprion-Geppert, Theaterfreunde Blitzenreute e.V. mit „Das schwäbische Paradies“, Regie: Klaus Denzler                         |
| Theater mit soziokulturellem Hintergrund | Teatro International e.V., Ulm mit „Das halbe Leben“, Regie: Claudia Schoeppl                                      | Jugendkunstschule Biberach mit „FrühlingsErwachen“, Regie: Thomas Dietrich, Layertruppe, Mannheim mit „Der kaukasische Kreidekreis“, Regie: Eva Layer |
| Puppen- und Figurentheater               | Die LAMATHEA-Jury hat entschieden, in dieser Kategorie im Wettbewerb 2021 keinen Preis zu vergeben.                | |
| Lebenswerk                               | Arthur Hilberer, Theaterverein Burgbühne Oberkirch e.V. und Junge Bühne Oberkirch                                  | In der Kategorie Lebenswerk und bürgerschaftliches Engagement werden seit 2015 keine Nominierungen mehr vergeben. |

## Preisträgerfestival und Preisverleihung 2019
Das Preisträgerfestival für den vierten Lamathea fand am 2. und 3. November 2019 in Winnenden statt.
Die Verleihung des Lamathea 2019 fand am 3. November 2019 in Winnenden in der Hermann-Schwab-Halle statt. Aus 185 Bewerbungen wurden die sechs Preisträgergruppen, sowie die Preisträger für das Lebenswerk ausgewählt.

### Die Jury 2019
- Innenraumtheater: Kerstin Plewa-Brodam, stellvertretende Vorsitzende, Schauspielerin, Regisseurin; Mladenka Doitchinov, Spielleiterin; Hannes Hametner, Regisseur, Oberspielleiter
- Theater mit Kindern und Jugendlichen: Nadine Graf, Dramaturgin, Autorin, Regisseurin; Fatih Peker, Theaterpädagoge
- Freilichttheater: Susanne Rechner, Regisseurin; Martin Rosenberg, Spieler; Dominik Eichhorn, Theaterpädagoge / Bildungsreferent
- Mundarttheater: Sabine Essinger, Kabarettistin / stellv. Vorsitzende; Christian Burmeister-van Dülmen, Kaufmännische Leitung
- Theater mit soziokulturellem Hintergrund: Sabine Brandes, Geschäftsführerin; Alex Nieß, Schauspieler / Theaterpädagoge
- Puppen- und Figurentheater: Antonie Fröhlich, Regisseurin, Spielerin; Dieter Wiedenmann, Spieler
- Lebenswerk und bürgerschaftliches Engagement: Ingrid Merkel, langjährige Leiterin; Norbert Radermacher, Ehrenpräsident BDAT / Gründer und langjähriger Leiter

### Preisträger und Nominierte 2019
| Kategorie                                | Preisträger                                                                                  | Nominiert |
| ---------------------------------------- | -------------------------------------------------------------------------------------------- | --- |
| Innenraumtheater                         | KKT Ensemble mit „Sushi Girls“, Regie: Rob Doornbos                                          | Die Kulissenschieber mit „Mutters Courage“, Regie: Tobias Metz. Triater mit „Die Dreigroschenoper“, Regie: Zacharias Heck                                                                                 |
| Theater mit Kindern und Jugendlichen     | Jungblutdramatiker mit „Wo die Liebe hinfällt“, Regie: Julia Miller-Lissner                  | Junges Theater der Waldbühne Sigmaringendorf mit „Anne Frank – In Sicherheit gefangen“, Regie: Nadja Kiesewetter. Kulturgestalten mit „An der Arche um Acht“, Regie: Hariolf Baumann.                     |
| Freilichttheater                         | Theater in den Bergen mit „James Blond – ein Agent ist nicht genug“, Regie: Arnd Heuwinkel   | Naturtheater Reutlingen mit „La Cage aux Folles – Ein Käfig voller Narren“, Regie: Susanne Heydenreich. Waldbühne Zussdorf mit „WaldBusBlues – A Stück vom Jungsein und drüber naus“, Regie: Thomas Beck. |
| Mundarttheater                           | Theater Emerkingen mit „Der Tod im Birnbaum“, Regie: Roland Röller                           | Projekttheater XXL im Theater unter der Dauseck mit „Auf Anfang“, Regie: Walter Menzlaw. Alemannische Bühne Freiburg mit „Ohne Moos nix los“, Regie: David Köhne.                                         |
| Theater mit soziokulturellem Hintergrund | Jugendtheater der Studiobühne Bad Mergentheim mit „Odyssee des Lebens“, Regie: Florian Brand | Theater HandStand mit „Der blaue Vogel“, Regie: Johanna Thoma. LABYRINTH Ensemble Stuttgart mit „KISSENSCHLACHT und die Stille der Nacht“.                                                                |
| Puppen- und Figurentheater               | MAPH-Theater mit „Männerträume in Orange“, Regie: Philipp Schuhmacher und Markus Schmerbeck  | Freiburger Puppenbühne David Minuth mit „Kasper und die gestohlene Kuckucksuhr“, Regie: Johannes Minuth. Marionettenbühne Mottenkäfig e.V., Pforzheim mit „Die Rote Herberge“; Regie: Carsten Dittrich    |
| Lebenswerk                               | Gertrud Heck vom Naturtheater Reutlingen                                                     | In der Kategorie Lebenswerk und bürgerschaftliches Engagement werden seit 2015 keine Nominierungen mehr vergeben.                                                                                         |

## Preisträgerfestival und Preisverleihung 2017
Das Preisträgerfestival für den dritten Lamathea fand vom 30. September – 2. Oktober 2017 in Karlsruhe statt. Die örtlichen Ausrichterbühnen waren: Die Käuze, das Jakobus Theater in der Fabrik und das Studentische Kulturzentrum (SKZ) am KIT.
Die Verleihung des Lamathea 2017 fand am 2. Oktober 2017 in Karlsruhe im Audimax des KIT statt. Aus 159 Bewerbungen wurden die sechs Preisträgergruppen, sowie die Preisträger für das Lebenswerk ausgewählt.

### Preisträger und Nominierte 2017
| Kategorie                                | Preisträger | Nominiert |
| ---------------------------------------- | --- | --- |
| Innenraumtheater                         | Freies Hochrhein Schauspiel – Kleine Bühne mit „Der müde Tod“, Buch und Regie: Daniel Leers                    | Teatro Piccolo, Evangelische Jugend Stuttgart mit „Vincent van Gogh - Das Leben ist nur eine Zeit der Aussaat“, Regie: Martin Seeger. Theatergruppe Uni Hohenheim mit „Drei Mal Leben“, Regie: Jürgen von Bülow                      |
| Theater mit Kindern und Jugendlichen     | Theaterhaus Plus mit „Wenn sie tanzt“, Regie: Jakob Dambacher-Walesch                                          | Junges Theater der Waldbühne Sigmaringendorf mit „Nach Schwaben, Kinder!“, Regie: Nadja Kiesewetter. Musik- und Jugendkunstschule Nürtingen mit „www.du-opfer.de“, Regie: Birgit Hein.                                               |
| Freilichttheater                         | Freilichttheater im Tempele Niederstetten mit „Ein Sommernachtstraum“, Regie: Ulrich Schulz                    | Stettener Sommertheater mit „Weit vom Schuss und mittendrin!“, Regie: Stefan Hallmayer. Freilichtspiele Neuenstadt mit „Die Drei von der Tankstelle“, Regie: Tanja Krauth.                                                           |
| Mundarttheater                           | Theatergruppe der Trachtengruppe Zell im Wiesental mit „Verliebt, verlogen, verheiratet“, Regie: Gotthard Jost | Boulevärle, Schwäbisches Theater mit „Das Stewardessenkarussell“, Regie: Jürgen von Bülow. Theater Rietenau mit „Geschichten im Verborgenen“, Regie: Rolf und Lea Butsch.                                                            |
| Theater mit soziokulturellem Hintergrund | Layertruppe, Mannheim mit „Die Frauen von Troja“, Regie: Eva Layer                                             | Werkraum Karlsruhe mit „Peer-to-Peer. Über Deutschland und Europa hinaus“, Regie: Susanne Henneberger. Teatro International der VH Ulm in Kooperation mit dem Theater Ulm mit „Menschen, Bälle, Emotionen“, Regie: Claudia Schoeppl. |
| Puppen- und Figurentheater               | Figurentheater Ravensburg mit „Das Missverständnis“, Regie: Andreas Banitsch                                   | In der Kategorie „Puppen- und Figurentheater“ gibt es keine Nominierten. |
| Lebenswerk                               | Bodenseeschule St. Martin, Friedrichshafen                                                                     | In der Kategorie Lebenswerk und bürgerschaftliches Engagement werden seit 2015 keine Nominierungen mehr vergeben. |

## Preisträgerfestival und Preisverleihung 2015
Das Preisträgerfestival für den zweiten Lamathea fand vom 1. – 3. Oktober 2015 in Bruchsal statt. Die örtlichen Ausrichterbühnen waren: Die Koralle, das Exil Theater und das Bürgerzentrum Bruchsal.
Die Verleihung des Lamathea 2015 fand am 3. Oktober in Bruchsal statt. Aus knapp 140 Bewerbungen wurden die sechs Preisträgergruppen, sowie die Preisträgerin für das Lebenswerk ausgewählt. Claudia Rose vom Ministerium für Wissenschaft, Forschung und Kunst Baden-Württemberg übergab die Preise.

### Die Jury 2015
- Innenraumtheater: Christoph Daigl, Regisseur, Schauspieler; Rob Doornbos, Theaterpädagoge, Regisseur; Katharina Wanivenhaus, Theaterpädagogin, Schauspielerin, Regisseurin
- Theater mit Kindern und Jugendlichen: Valérie Candik, Theaterreferentin Akademie Schloss Rotenfels; Alexandra Laurenat, Vizepräsidentin und Landesjugendleiterin LABW
- Freilichttheater: Christoph Biermeier, Intendant Freilichtspiele Schwäbisch Hall; Nadja Kiesewetter, Theaterpädagogin
- Mundarttheater: Stefan Hallmayer, Intendant Theaters Lindenhof Melchingen; Rüdiger Erk, Beisitzer für Mundarttheater im LABW-Präsidium
- Theater mit soziokulturellem Hintergrund: Monika Hunze, Geschäftsführerin LAG Theaterpädagogik Baden-Württemberg; Jochen Wietershofer, Regisseur, Theaterpädagoge
- Puppen- und Figurentheater: Martin Bachmann, Figurenspieler – theater sepTeMBer, Mühlheim; Raphael Mürle, Figurenspieler – Figurentheater Raphael Mürle, Pforzheim; Gabriele Gulitz, Puppenspielerin – Larifari Paukenschlag – Klingendes Figurentheater, Überlingen
- Lebenswerk und bürgerschaftliches Engagement: Manfred Hoepken, Stiftungsratsmitglied des Theaters Lindenhof Melchingen; Marianne Seidel, Beisitzerin für Senioren- und Generationentheater im LABW-Präsidium; Rolf Wenhardt, Ehrenpräsident LABW

### Preisträger und Nominierte 2015
| Kategorie                                | Preisträger                                                                                  | Nominiert |
| ---------------------------------------- | -------------------------------------------------------------------------------------------- | --- |
| Innenraumtheater                         | Ensemble der Freilichtbühne Mannheim mit „Das Geheimnis der Irma Vep“                        | „Projekttheater XXL“ vom Theater unter der Dauseck Oberriexingen mit „Franzosenbraut14“ und Illenau Theater Achern mit „Die Stühle“                                                                   |
| Theater mit Kindern und Jugendlichen     | „Junge Bühne“ der Besigheimer Studiobühne mit „König Ödipus“                                 | Jugendtheater des Theater unter den Kuppeln mit „Alice im Wunderland“ und Jugendprojekt „Lyric (s)kills“ des Naturtheater Heidenheim mit „Romeo meets Julia!“                                         |
| Freilichttheater                         | Theater unter der Dauseck Oberriexingen mit „SchwabenAufstand“                               | Naturtheater Heidenheim mit „Blues Brothers“ und die Waldbühne Zussdorf mit „Alle hopp – Menschen-Nachbarn-Sensationen“                                                                               |
| Mundarttheater                           | Theatergruppe Eberhardzell mit „Dr Kommod“                                                   | Theatergesellschaft 1874 Liptingen mit „Der Haken“ und Ensemble des Theater am Torbogen aus Rottenburg mit „Rösle von Seebronn“                                                                       |
| Theater mit soziokulturellem Hintergrund | Heyoka Theater in Koproduktion mit dem ROXY Ulm mit „Räubermaria – ein LieblingsLiederAbend“ | Seniorentheatergruppe „BaSta“ aus Karlsruhe mit „Ich war 1914 fünfundzwanzig“ und Theatergruppe „ART-Buffet“ vom Verein für Russische Kultur und Bildung „SAMOVAR“ aus Offenburg mit „Heimat Express“ |
| Puppen-/Figurentheater                   | Marionettenbühne Mottenkäfig Pforzheim mit „Orpheus in der Unterwelt“                        | s`Traumkischtle Balingen mit „Murksis Irrflug“ und Heidelberger Figurentheater mit „Stress mit Fremd“                                                                                                 |
| Lebenswerk                               | Elfriede Sprengel von der Naturbühne Steintäle Fridingen                                     | In der Kategorie Lebenswerk und bürgerschaftliches Engagement werden seit 2015 keine Nominierungen mehr vergeben.                                                                                     |

## Preisträgerfestival und Preisverleihung 2013
Die erste Verleihung des Lamathea fand am 5. Oktober 2013 in Sulz am Neckar als Abschluss und Höhepunkt des ersten Lamathea-Preisträgerfestivals statt. Der Baden-Württembergische Ministerpräsident Winfried Kretschmann hatte die Schirmherrschaft übernommen.
Aus den knapp 200 Bewerbungen wurden die sechs Preisträgergruppen, sowie der Preisträger für das Lebenswerk ausgewählt. Letzterer wurde von Jürgen Walter geehrt.

### Die Jury 2013
- Innenraumtheater: Wolfgang Mettenberger, Leiter der Theater- und Spielberatung Baden-Württemberg in Heidelberg; Friedrich Schirmer, Theaterintendant und Dramaturg; Marcus Joos, Präsidium LABW
- Theater mit Kindern und Jugendlichen: Tobias Ballnus, Theaterpädagoge am Landestheater Württemberg-Hohenzollern Tübingen Reutlingen (LTT); Gerhart Kraner, Künstlerischer Leiter LABW
- Freilichttheater: Christoph Biermeier, Intendant Freilichtspiele Schwäbisch Hall; Lars Helfert, Präsidium LABW
- Mundarttheater: Iris Berghold, Präsidium LABW; Stefan Hallmayer, Intendant Theater Lindenhof Melchingen
- Theater mit soziokulturellem Hintergrund: Monika Hunze, Geschäftsführerin LAG Theaterpädagogik Baden-Württemberg; Naemi Zoe Keuler, Künstlerischer Beirat LABW
- Puppen- und Figurentheater: Martin Bachmann, Figurenspieler – theater sepTeMBer, Mühlheim; Margrit Gysin, Figurentheaterspielerin; Manfred Weißer, Puppenspieler
- Lebenswerk: Helmut Kuhn, Ehrenpräsident LABW; Eckhart Seifert, Präsident Schwäbischer Chorverband; Rolf Wenhardt, Präsident LABW

### Preisträger und Nominierte 2013
| Kategorie                                | Preisträger                                                                                   | Nominiert |
| ---------------------------------------- | --------------------------------------------------------------------------------------------- | --- |
| Innenraumtheater                         | Freies Theater Tempus fugit aus Lörrach mit „Der Revisor“                                     | Theater LUNTE aus Stuttgart mit „Prairie-Saloon“ und TOB Oberschwaben aus Friedrichshafen mit „Hommage an Loriot“                                                          |
| Theater mit Kindern und Jugendlichen     | Jugendtheater Rastatt mit „Romeo und Julia“                                                   | Junges Theater im Alten Wasserwerk aus Lörrach mit „Die besseren Wälder“ und Junges Theater Konstanz mit „Für immer und ewig“                                              |
| Freilichttheater                         | Theater im Kurpark aus Gernsbach mit „Der zerbrochene Krug“                                   | Stettener Sommertheater mit „Mitten im Dorf oder der Krämer als Eigenbrötler“ und Theater unter der Dauseck aus Oberriexingen mit „Tacheleß! Erinnerung an ein Freudental“ |
| Mundarttheater                           | Theaterverein Reinsbronner Bühnenzinnober aus Creglingen mit „An einem Tag im März“           | Amateurtheaterverein Pforzheim mit „Nach Schwaben, Kinder!“ und Theaterbrettle Plüderhausen mit „Geld oder Leberwurscht“                                                   |
| Theater mit soziokulturellem Hintergrund | Theater im Gewölbe aus Offenburg mit „Kauf dich glücklich!“                                   | Forum der Kulturen aus Stuttgart mit „Tatort Paprikastraße“ und Frauentheater Purpur am LTT aus Tübingen mit „Pompinien“                                                   |
| Puppen-/Figurentheater                   | Larifari Paukenschlag – klingendes Figurentheater Überlingen mit „Die chinesische Nachtigall“ | Marionettenbühne Kassandra aus Engstingen-Haid mit „Alba und das geschenkte Glück“ und die 7. Klasse der Freien Waldorfschule Ludwigsburg mit „Die drei Männlein im Walde“ |
| Lebenswerk                               | Ernst Kittel von der Gmünder Bühne                                                            | Gustav Adolf Frank vom THAG Theater Fellbach und Elfriede Sprengel von der Naturbühne Steintäle                                                                            |